# Подільське горбогір'я
Поді́льське горбогі́р'я — природно-географічна область в Україні, частина Подільської височини. Розташоване в межах Львівської, Тернопільської та Івано-Франківської областей, у межиріччі Щирця (верхів'я), Зубри, Золотої Липи, Коропця і Серету.
Переважні висоти 300–350 м, максимальна — 471 м (гора Камула). Охоплює низькогірні пасма: Гологори, Вороняки; горбогір'я: Бережанське, Перемишлянське, Бібрське, Стільське, а також Львівське Опілля. Для Подільського горбогір'я характерні найбільша на Подільській височині кількість опадів та висока лісистість (27—35%).